# Clinique Sainte-Élisabeth
La clinique Sainte-Élisabeth est un établissement de soins palliatifs fondé en 1881. Elle est située à Marseille dans le 4e arrondissement.
Elle comprend également une maison d'accueil spécialisée où vivent des personnes adultes polyhandicapées physiques et mentales.

## Présentation
La clinique Sainte Elisabeth est un établissement de santé privé à but non lucratif en gestion associative.
Elle est située au 72, rue Chape, dans le 4e arrondissement de Marseille, au cœur d'un quartier résidentiel, avec de grands jardins. Elle emploie une centaine de salariés (en 2018).

### Histoire

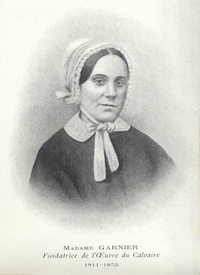
Jeanne Garnier

La clinique Sainte-Élisabeth est gérée par l’Association de l'Œuvre du Calvaire, fondée en 1881 par deux femmes engagées au service des autres, les « Dames du Calvaire », afin de recueillir jusqu’à leur mort des pauvres nécessitant des soins et dont les hôpitaux ne voulaient plus.
Cette association est directement dans l'esprit de l’Œuvre des Dames du Calvaire, fondée par Jeanne Garnier en 1842.

### Charte
La clinique Sainte-Élisabeth fait partie des associations issues de l’Œuvre des Dames du Calvaire, qui gèrent des établissements de soins ou de santé, en France ou à l’étranger, et qui ont signé en 1999 la Charte des Associations de l’Œuvre du Calvaire. Les principes de cette charte sont :
- accueillir, soigner, accompagner des femmes et des hommes malades ou âgés sans distinction de race, de nationalité, de religion ou d’option philosophique ;
- reconnaître que le malade est une personne unique ;
- soulager la douleur ;
- satisfaire les besoins fondamentaux de la personne malade ;
- accueillir la famille et les proches du malade ;
- offrir une qualité de présence et d’écoute ;
- reconnaître que la mort est une étape normale et promouvoir cet esprit commun[6].

## Domaine médical

### Services
La clinique dispose de plusieurs unités :
- un service de soins palliatifs (37 lits depuis fin 2020)[3] ;

- un service de soins de suite (13 lits), où des malades peuvent se reposer, par exemple entre deux traitements anti-cancéreux[3] ;

- une unité de vie pour personnes à conscience altérée (dites aussi en « état végétatif persistant ») (12 lits)[3] ;

- une Maison d'Accueil Spécialisée, où résident 25 personnes lourdement handicapées[3]. Ce service permet de faire bénéficier certains patients d’équipements particuliers (comme la salle Snoezelen ou les bains thérapeutiques)[2] ;

- une unité mobile de soins palliatifs, qui suit une cinquantaine de malades à leur domicile, dans les Bouches-du-Rhône[3]. Cette équipe est membre du réseau RéSP13[2].

### Équipes soignantes
Les équipes soignantes sont composées d’infirmiers et d’aide-soignants, assistés par des agents de service.

### Direction des soins
Depuis 2014 (jusqu'à au moins 2018), il y a une directrice des soins qui veille à la qualité et à la sécurité des soins, en étroite collaboration avec l’ensemble de l’équipe médicale. Elle est chargée de suivre l’application des recommandations de la Haute Autorité de Santé (HAS), ainsi que la mise en œuvre des  réglementations les plus récentes. Elle s’occupe aussi de la formation du personnel et de l’évaluation des infirmiers.

### Organisation des soins
L'activité de soin est organisée en fonction du rythme des patients. Par exemple, si un patient ne se sent pas bien le matin, sa toilette peut être reportée à l’après-midi. Les familles peuvent prendre des repas avec leur parent hospitalisé ou dormir dans sa chambre.

### Équipe rééducative
De nombreux professionnels interviennent dans les services : kinésithérapeutes, psychologues, ostéopathes, esthéticienne, zoothérapeute, assistantes sociales, enseignants APA, diététicienne, psychomotriciens, musicothérapeutes, art-thérapeutes, moniteurs éducateurs, auxiliaires médico-psychologiques, orthophonistes, ergothérapeutes, etc
.

### Formation & démarche qualité
De nombreux salariés ont été stagiaires dans l’établissement avant leur recrutement. D'autre part, les professionnels bénéficient régulièrement de formations, de durées variées (20 à 30 minutes, 1 heure, voire sessions longues dispensées en externe) sur différents thèmes :
- annonce d’un dommage ;
- bientraitance ;
- douleur ;
- droits des patients ;
- éthique ;
- notions de soins palliatifs ;
- etc.

En janvier 2020, la clinique a reçu la certification (niveau A) de la Haute Autorité de Santé.

### Pandémie de Covid-19 (2020-2022)
La clinique a été affectée comme bien d'autres établissements de santé par la pandémie de Covid-19. Les soignants de la clinique ont réclamé à juste titre des masques et des vêtements de protection et demandé à être testés pour le Covid-19. Cependant, comme ailleurs, ils ont été confrontés au manque de matériel d’équipement et de tests. Cette période a été l'occasion, sous l'impulsion de Mme Christine Blanc-Patin, présidente de la clinique, de réfléchir sur les procédures, plans et réglementations pour que ceux-ci soient ramenés à leur juste niveau en temps d’urgence.

## Activités spirituelles
Le docteur François Buet, aumônier de la clinique (depuis 2015) et prêtre de l'Institut Notre-Dame de Vie, est également médecin (depuis près de 20 ans) dans le service de soins palliatifs. Il aime à rappeler que « croyant ou non, chacun a besoin d'être considéré comme une personne aimée et d'aimer. Un des enjeux, en fin de vie, c'est de donner un sens à son histoire. Les personnes, ici, meurent comme des vivants ».

### Messes pour les défunts
Les patients sont considérés comme des personnes jusqu’au bout, y compris après leur mort. La clinique dispose d’un lieu où les proches peuvent se recueillir autour du corps. Tous les quatre mois, une messe est célébrée dans la chapelle à l’intention des défunts.

### Autres célébrations
Des baptêmes et des mariages ont été célébrés dans la clinique. Par exemple, une patiente de 40 ans s’est mariée avant de mourir et a fait baptiser son fils de 9 mois.

## Activités diverses

### Bénévoles
Des bénévoles sont régulièrement présents dans l'établissement. Ce sont pour la plupart des membres d’associations en lien avec les pathologies des patients pris en charge. La clinique organise, avec ces associations, une aide matérielle aux plus démunis.
Il y a également, pour visiter les malades, des bénévoles de l'aumônerie ou de diverses associations comme l'ASP (Association pour l'accompagnement et le développement des soins palliatifs) ou JALMALV (Jusqu'à la mort accompagner la vie).

### Rencontres avec les familles
La clinique organise régulièrement des « cafés-familles » en soins de suite, ou des « apéritifs-familles » en UVPCA, qui représentent des temps fort d’échanges informels entre les professionnels et les proches des patients.

### Communication
La clinique publie régulièrement une revue interne : « Notre Journal ».
Des actions de communication externe sont également réalisées au congrès national de la SFAP (Société Française de Soins Palliatifs) : communications orales (par exemple sur la dignité jusqu’à la toilette mortuaire), posters, ou au cours de rencontres régionales (Association des soins palliatifs 13).
Enfin, l'établissement participe à la semaine annuelle de la sécurité des patients
.

## Informations diverses

### Personnalités décédées à la clinique
- Catherine Verneuil, danseuse classique du Ballet du XXe siècle (fondé par Maurice Béjart), décédée à la clinique le 11 décembre 1995[10] ;
- Noureddine Ferroukhi, peintre algérien, décédé à la clinique le 5 avril 2019[11] ;
- Philippe Carrese, auteur marseillais et réalisateur de "Plus belle la vie", décédé à la clinique le 5 mai 2019[12].